# The Mothers of Invention
The Mothers of Invention — американський гурт, активний в 1964—1969 і 1970—1975 роках. Лідером гурту та автором абсолютної більшості виконуваних гуртом композицій є гітарист Френк Заппа. До приходу Заппи гурт мав назву «The Soul Giants» і не був відомим. В 1970-х роках гурт виступав під назвою «The Mothers» та «Frank Zappa & The Mothers»

## Дискографія

### The Mothers of Invention (1964—1969)
- Freak Out! (1966)
- Absolutely Free (1967)
- We're Only in It for the Money (1968)
- Cruising with Ruben & the Jets (1968)
- Mothermania (компіляція, 1969)
- Uncle Meat (1969)
- Burnt Weeny Sandwich (1970)
- Weasels Ripped My Flesh (1970)
- The Grandmothers (1980), без Френка Заппи
- Ahead Of Their Time (1993)

### The Mothers (1970—1972)
- Fillmore East - June 1971 (1971)
- 200 Motels (1971)
- Just Another Band From L.A. (1972)
- Playground Psychotics (1992)

### Frank Zappa and the Mothers of Invention (1973—1975)
- Over-Nite Sensation (1973)
- Roxy & Elsewhere (1974)
- One Size Fits All (1975)

## Відеографія
- 200 Motels (1971)
- Baby Snakes (1979)
- The Dub Room Special (1982)
- Video From Hell (1987)
- Uncle Meat (1987)
- The True Story of Frank Zappa's 200 Motels (1989)